# بالجی‌لار (تاش‌کنت)
بالجی‌لار (به ترکی استانبولی: Balcılar) یک منطقهٔ مسکونی در ترکیه است که در تاشکند (قونیه) واقع شده‌است. بالجی‌لار ۲٬۲۷۹ نفر جمعیت دارد و ۱٬۴۰۰ متر بالاتر از سطح دریا واقع شده‌است.